# يان سآرينن
يان سآرينن (بالفنلندية: Janne Saarinen)‏ هو لاعب كرة قدم فنلندي في مركز ظهير ‏، ولد في 28 فبراير 1977 في إسبو في فنلندا. شارك مع منتخب فنلندا تحت 17 سنة لكرة القدم ومنتخب فنلندا تحت 21 سنة لكرة القدم ومنتخب فنلندا لكرة القدم. أما مع النوادي، فقد لعب مع ميونخ 1860 ونادي روسنبورغ ونادي غوتبورغ ونادي كوبنهاغن ونادي هكن ونادي هلسنكي وهونكا.

## وصلات خارجية
- يان سآرينن على موقع الاتحاد الدولي (مؤرشف)  (الإنجليزية)
- يان سآرينن على موقع اتحاد السويد (السويدية)
- يان سآرينن على موقع قاعدة بيانات كرة القدم.إي يو (الإنجليزية)
- يان سآرينن على موقع ناشيونال فوتبول تيمز (الإنجليزية)
- يان سآرينن على موقع Soccerway.com (الإنجليزية)
- يان سآرينن على موقع عالم كرة القدم.نت (الإنجليزية)